# Спидвей на льду

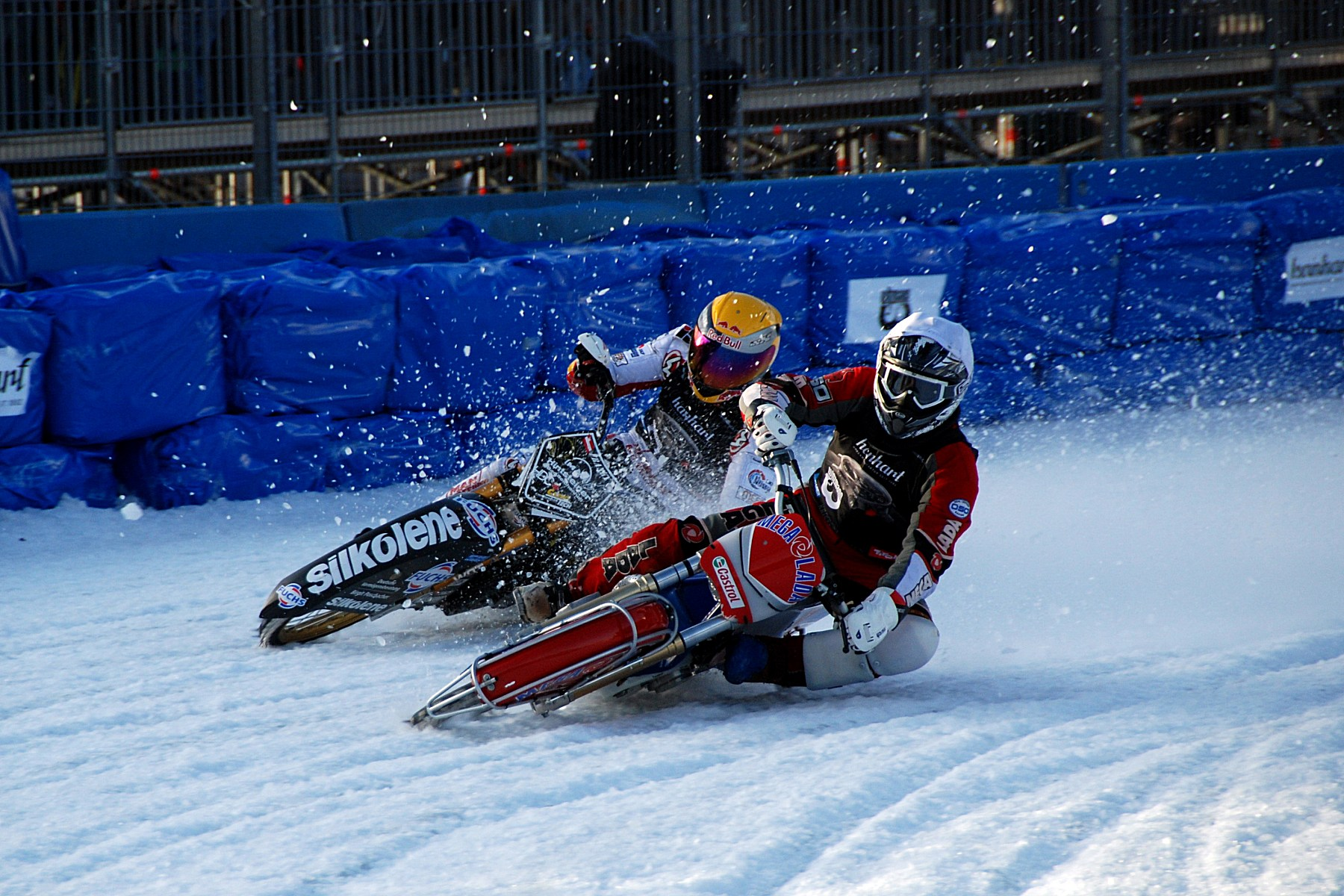

Мотогонки на льду — мотогонки, проводящиеся на покрытом льдом овальном треке.

## Особенности
Гоночная трасса аналогична трассе для гаревых мотогонок, часто соревнования проходят на тех же самых треках, только покрытых льдом. Иногда соревнования проводятся на замерзших озёрах. Гонщики едут против часовой стрелки по треку, длина которого составляет от 260 до 425 метров. Правила и структура гонок также аналогична соревнованиям в классическом спидвее.

## Конструкция мотоциклов

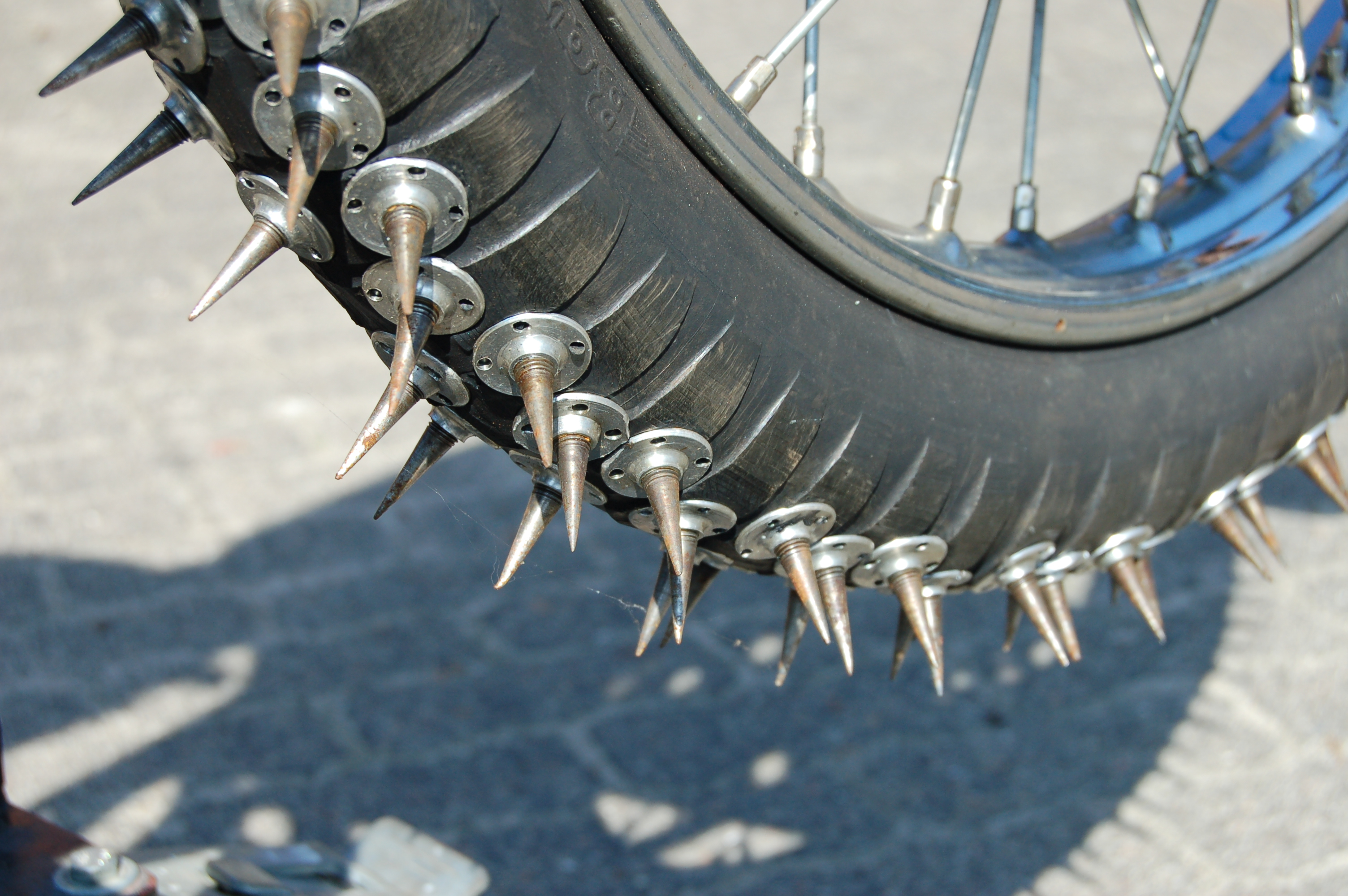
Шипы на колёсах

В прошлом (примерно до 1995 года) гонщики соревновались на мотоциклах производства чешской фирмы «Ява» Девишов, однако после середины 1990-х в конструкцию мотоциклов начали вноситься существенные изменения, в первую очередь, самими спортсменами, соответственно, получили распространение мотоциклы незаводской сборки. Двигатели же для мотоциклов и по нынешнее время используются исключительно произведённые чешской «Явой». Мотоциклы полностью отличаются от тех, что используются для соревнований в гаревых гонках: вместо четырёх клапанов в двигателе установлено только два (обязательное условие), имеется коробка передач с двумя передачами — на первой производится старт и первые метры движения с набором оборотов двигателя, после чего включается без выжима сцепления вторая передача (до входа в первый стартовый вираж), присутствует также почти плоская низкая рама, маленький топливный бак (в среднем от 2 до 4 литров), отсутствуют аэродинамические обтекатели, имеется передняя и задняя подвеска. Однако существуют и конструктивные особенности: рама более длинная. Главным же отличием являются шипованные колёса.

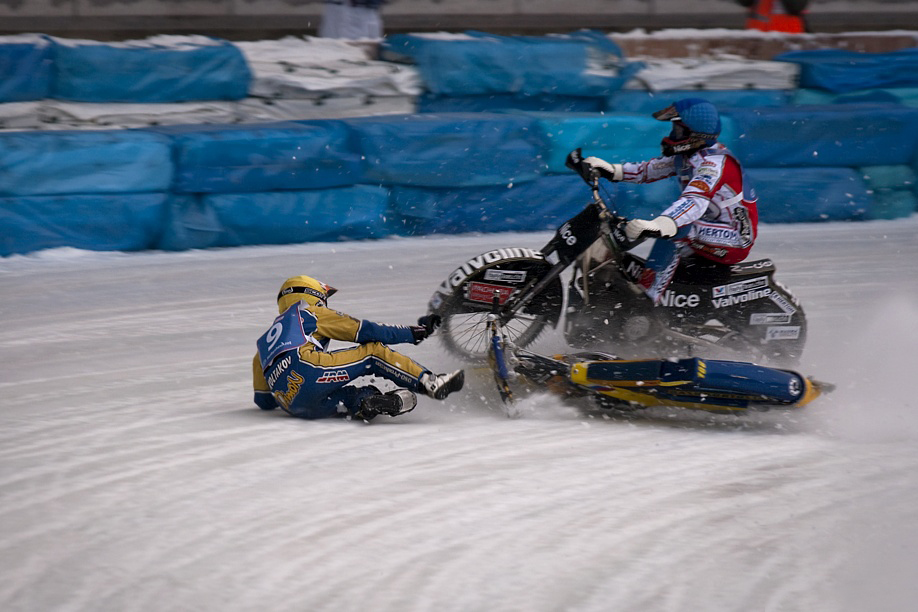
С такими шипами каждое падение опасно

Современные шипы изготовлены из твёрдых сплавов, снабжены развитой шляпкой. В соответствии с техническим регламентом шипы не должны выступать больше чем на 57 мм над поверхностью шины. Особенностью шиповки колёс является то, что шипы располагаются на левой стороне колеса, так как движение осуществляется по треку против часовой стрелки, на правой стороне колеса находится 13-15 шипов для подстраховки при движении до и после старта. Во время заездов при входе в поворот и максимальном наклоне мотоцикла гонщик рискует войти в контакт с мотоциклом соперника. Шипы чрезвычайно острые, и любой контакт с ними опасен для гонщиков. В истории мотогонок на льду были случаи гибели гонщиков. Обычно на переднем колесе располагается примерно 120 шипов, на заднем от 180 до 200 шипов.
Также для мотоциклов обязательны переднее крыло и закрывающий большую часть заднего колеса капот, изготовленные из пластика, чтобы максимально закрыть вращающиеся шипованные части колёс.
Двигатель четырёхтактный с объёмом 125, 350 или 500 см³ (именно этот объём используется в официальных соревнованиях), работающий на метаноле.

## История

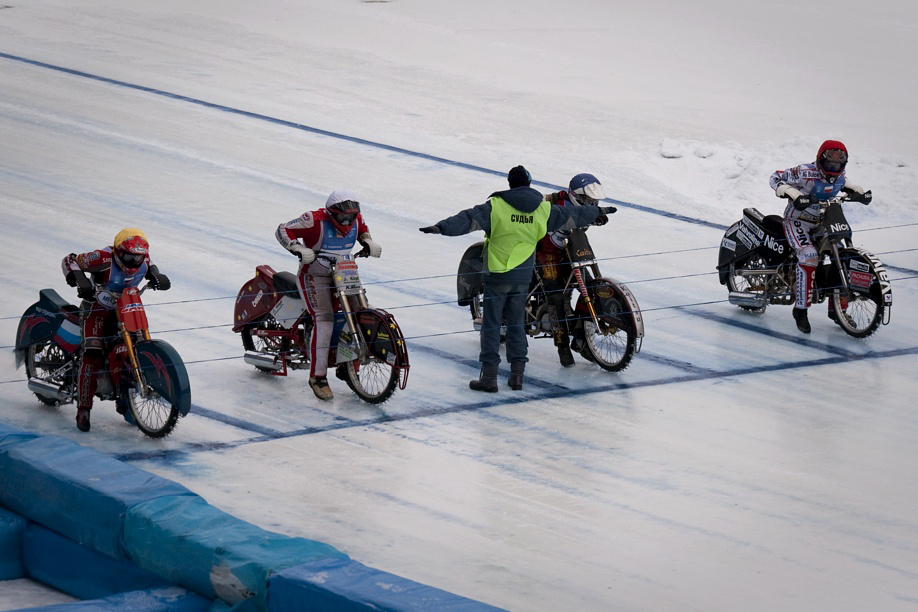
Старт заезда финала личного чемпионата Европы 2010

В истории не сохранилось имени человека, который впервые выехал на лёд на мотоцикле, однако предполагается, что это произошло в 1920-х годах. Тогда же в Скандинавии проводились первые соревнования по гонкам на льду. До середины 1930-х годов мотогонки на льду считались лишь забавой для гонщиков классического спидвея. Однако нараставшая в Европе популярность гаревого спидвея изменила отношение и к ледовым гонкам — они выделились в отдельный вид спорта.

### Мотогонки на льду в СССР и России
Первый раз в СССР на публике на лёд выехал Сергей Бучин. Произошло это в январе 1939 года. 9 января того года в газете «Красный спорт» была опубликована статья с названием «Мотоцикл на льду», в которой и рассказывалось о том, что случилось в перерыве соревнований по конькобежному спорту, когда на удивление публике мотоциклист выехал на лёд, и чувствовал себя на нём вполне уверенно, проходя повороты почти не снижая скорости. К статье прилагались две фотографии Сергея Бучина на льду.
Уже через год 10 марта 1940 года на московском ипподроме состоялись первые официальные соревнования, посвященные XVIII съезду ВКП(б).

## Соревнования
В 1960 году проводился Кубок дружбы народов. Кубок разыгрывался в СССР, однако в розыгрыше принимали участие гонщики и из Чехословакии, Швеции и Финляндии. Популярность данного соревнования, а также последующих дружеских кубков показала Международной федерации мотоциклетного спорта (FIM) необходимость придать соревнованиям в данном виде спорта официальный статус.
Первый личный чемпионат мира по эгидой ФИМ состоялся в 1966 году.
С 1979 года проводится и командный чемпионат мира по спидвею на льду. Изначально в нём на старт каждого заезда выходили пары гонщиков от каждой сборной, и только с 1990 года в заезды стали допускать по одному участнику из каждой страны.
Несмотря на то, что в соревнованиях принимают участие гонщики из самых разных стран безусловное лидерство с самого первого чемпионата принадлежит гонщикам из СССР и России. Из 43 личных чемпионатов мира только 7 раз чемпионами становились гонщики из других стран, а из 29 командных только 4 раза на первом месте оказывались гонщики других стран.
Также проводится розыгрыш личного чемпионата Европы по мотогонкам на льду. Гонки пар официально не проводятся.

### Соревнования в СССР и России
Первые чемпионаты РСФСР и СССР по мотогонкам на льду состоялись в 1959 году. Всесоюзный турнир прошёл в Москве, на Большой спортивной арене Центрального стадиона имени Ленина. В нём стартовали 76 спортсменов из 16 городов, в трёх классах: 125 см³, 350 см³ и на мотоциклах с коляской. При этом в 125-кубовом классе участвовало 10 женщин-мотогонщиц.